# Jazz-Combo

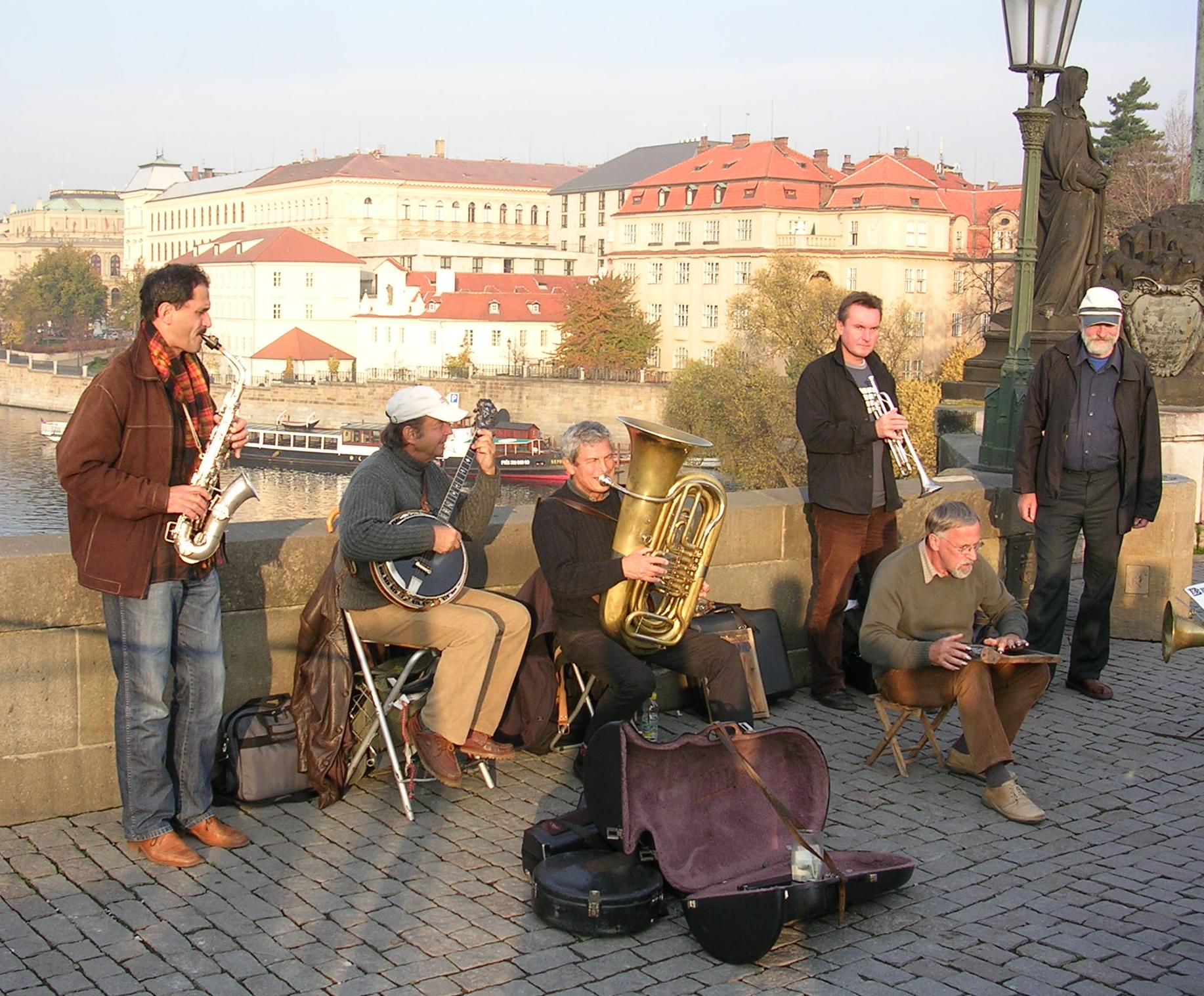
Jazz Combo: Die Bridge-Band aus Prag

Eine Jazz-Combo ist eine Gruppe von Jazz-Musikern (zwischen dem Trio- und dem Oktett-Format), in der jedes Instrument nur einmal vertreten ist und bei der die traditionelle Arbeitsteilung zwischen reiner Rhythmusgruppe und solistischen Bläsern nicht mehr aufrechterhalten wird.
Combos werden von der Big Band abgegrenzt, aber auch der großformatigeren middle band, und sind die Regelbesetzungen für Auftritte in Jazzclubs. Es ist abhängig vom dauerhaften Bestehen der Band und den Interessen ihrer Mitglieder, ob eher Jazzstandards oder auch bzw. überwiegend Eigenkompositionen gespielt werden.
Die Combos können als Keimzellen neuer Ideen verstanden werden, da den Musikern größtmögliche Freiheit zusteht. Im Gegensatz zu den größeren Formationen wird weniger in festen Arrangements gespielt.
Gruppen des Oldtime Jazz werden in der Regel nicht als Combo bezeichnet, da dort eine starre Teilung zwischen Melodie- und Rhythmusgruppe die Möglichkeiten zum Combo-Jazz stark einschränkt.

## Bekannte Combos (Kleine Auswahl)
- Modern Jazz Quartet
- Chico Hamilton Quintet
- Esbjörn Svensson Trio
- Miles Davis Quintet